# Fotografía impresionista

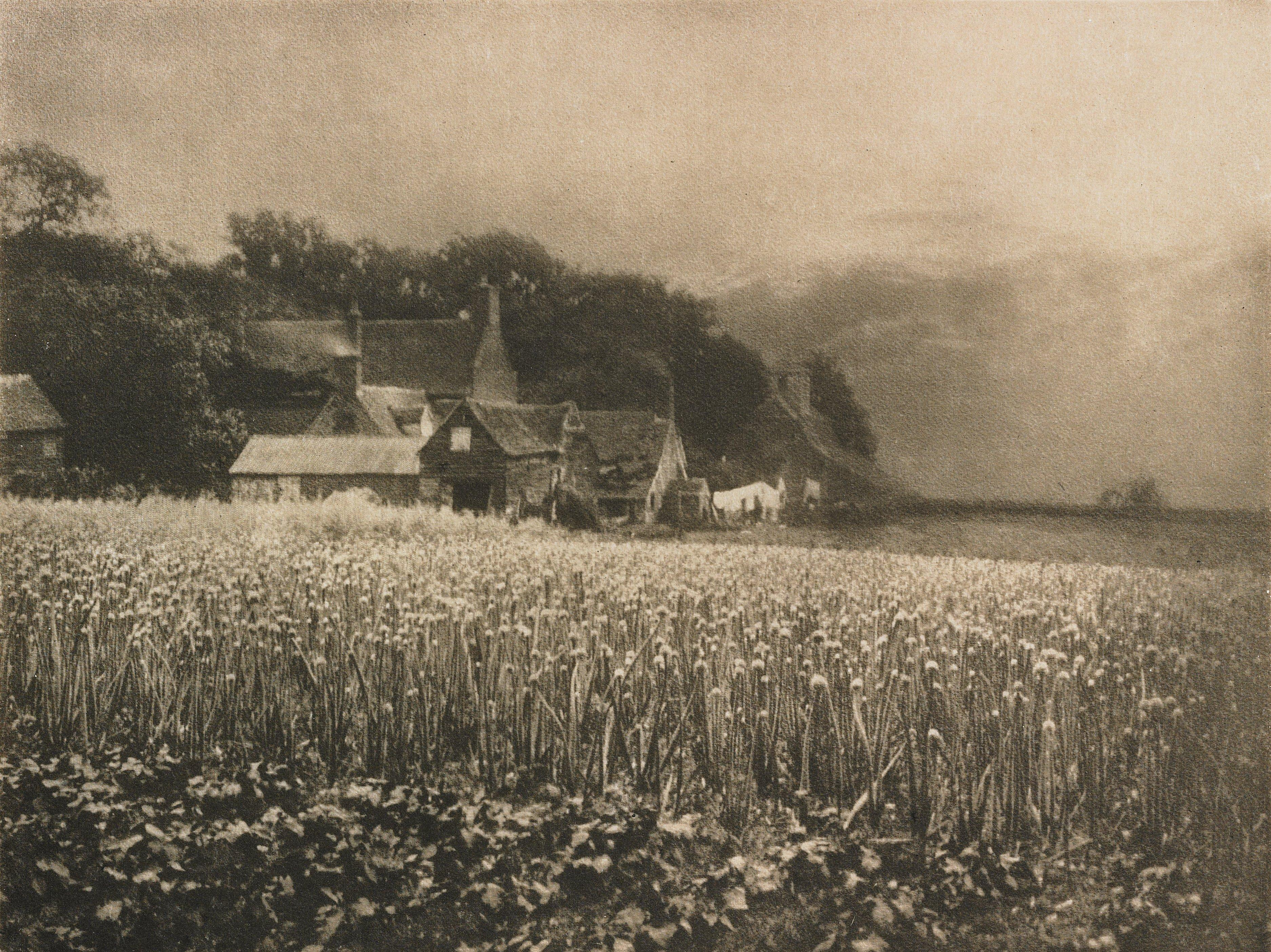
The Onion Field de George Davison (1889), citado con frecuencia como un ejemplo clave de fotografía impresionista.

La fotografía impresionista es un término que se utiliza ocasionalmente para describir ciertas fotografías pictorialistas de finales del siglo XIX y principios del siglo XX que enfatizan el ambiente, la atmósfera y la visión subjetiva del fotógrafo más que la nitidez o el realismo documental. Aunque no está directamente alineada con los pintores impresionistas franceses como Monet o Renoir, algunos fotógrafos de la época compartieron preocupaciones similares sobre la luz, la temporalidad y la impresión personal. La etiqueta se ha asociado particularmente con el trabajo de George Davison, cuya fotografía The Onion Field (1889) es frecuentemente citada como ejemplo fundacional.
En The Onion Field, Davison utilizó una cámara estenopeica y técnicas de impresión que difuminaban intencionadamente los detalles, creando un efecto cercano a la pintura tonal. Este enfoque contrastaba con la estética dominante de claridad y nitidez en la fotografía convencional de la época. Aunque Davison no se autodenominó formalmente «impresionista», las afinidades visuales entre su obra y el movimiento pictórico contemporáneo llevaron a algunos críticos e historiadores a utilizar el término «impresionismo fotográfico» a principios del siglo XX.
Con el tiempo, la expresión cayó en desuso académico y fue ampliamente absorbida por la categoría más amplia del pictorialismo, un movimiento fotográfico internacional que valoraba la manipulación artística y los procesos de impresión artesanales. Sin embargo, el espíritu poético y experimental de la fotografía impresionista sigue influyendo en los debates sobre la relación de la fotografía con otras artes visuales.

## Herencia pictorialista e influencia del impresionismo

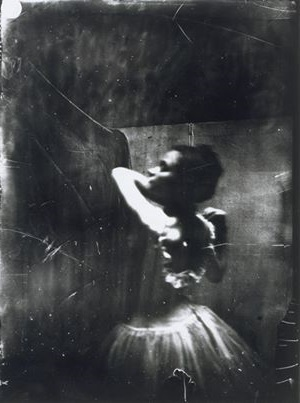
Fotografía de una bailarina por Edgar Degas (alrededor de 1895). El enfoque difuso y la pose evocan la búsqueda del instante fugaz, en relación con ciertas intenciones de la fotografía impresionista.

El pictorialismo, activo desde finales del s.XIX hasta principios del XX, constituye uno de los primeros intentos de establecer la fotografía como arte acercándola a la pintura. Las obras de Robert Demachy, Alvin Langdon Coburn o Edward Steichen utilizan desenfoques artísticos, tintas y copias al carbón para evocar atmósferas cercanas a la pintura impresionista.
Sin embargo, el pictorialismo sigue siendo un movimiento con entidad propia, con sus propios códigos. La fotografía impresionista contemporánea se distingue a menudo por un uso consciente de colores vivos, luz natural y efectos ópticos producidos por la cámara (desenfoques por movimiento, reflejos, contraluces).
En los años 1890, Edgar Degas se dedicó brevemente a la fotografía, realizando retratos de sus allegados y escenas de interior con luz artificial. Esta práctica íntima prolongaba sus investigaciones pictóricas sobre el movimiento, los encuadres oblicuos y los juegos de luz. Aunque marginal en su obra, esta producción fotográfica testimonia un enfoque experimental del desenfoque y la atmósfera, en consonancia con ciertas preocupaciones del impresionismo. Degas fotografiaba principalmente en un entorno privado, pero varias exposiciones y publicaciones han puesto en relieve este aspecto poco conocido de su trabajo.

## Fotografía impresionista contemporánea
A partir de los años 1990-2000, algunos fotógrafos reivindican un enfoque impresionista de la fotografía en eco a los principios estéticos de los pintores del XIX. Utilizan procedimientos técnicos o digitales para sugerir una sensación más que una realidad, una atmósfera más que un sujeto.
Se pueden citar en particular:
- Ernst Haas, por sus imágenes en color de los años 1950-60, a menudo borrosas o abstractas.[10]
- Freeman Patterson, por su enfoque intuitivo y sensorial del paisaje.[11]
- Réhahn, fotógrafo francés radicado en Vietnam, cuyas series exploran una estética impresionista a través de la luz, los reflejos y las texturas, especialmente en su serie Impresionismo – de la fotografía a la pintura.[12][13]

## Exposiciones recientes
En 2023, una exposición titulada Memorias del impresionismo se instaló al aire libre en Honfleur, sobre el espigón Oeste, a lo largo del jardín de las Personalidades. Presentada del 8 de abril al 31 de diciembre, reunía 44 fotografías de Réhahn, evocando escenas de vida en Vietnam a través de una estética marcada por la luz, los reflejos y la emoción fugaz. La exposición formaba parte de las celebraciones del 50.º aniversario de las relaciones diplomáticas entre Francia y Vietnam. Fue inaugurada en presencia del embajador de Vietnam en Francia y de las autoridades locales. El alcalde de Honfleur, Michel Lamarre, subrayó durante la inauguración que las fotografías expuestas recordaban los cuadros de los impresionistas, justificando su exhibición en un sitio emblemático del patrimonio artístico local.
En 2025, la exposición En el desenfoque. Otra visión del arte desde 1945 hasta hoy en el Musée de l'Orangerie en París explora el uso del desenfoque como lenguaje artístico en la pintura, la fotografía y el video. La exposición establece un vínculo directo con el impresionismo, particularmente a través de los Nenúfares de Claude Monet, y presenta obras de fotógrafos como Edward Steichen y Hiroshi Sugimoto, ilustrando la importancia del desenfoque en la expresión artística contemporánea.

## Características estilísticas
Las principales características de la fotografía impresionista incluyen:
- El uso del desenfoque, el movimiento o el bokeh como herramientas de composición
- Una atención particular a la luz natural, a menudo rasante o difusa
- El recurso a los reflejos, los cristales, el agua, la niebla
- Una búsqueda de la emoción visual, más que de la narración
- La idea de la impermanencia del instante, en eco con las preocupaciones impresionistas